# Ben Silbermann

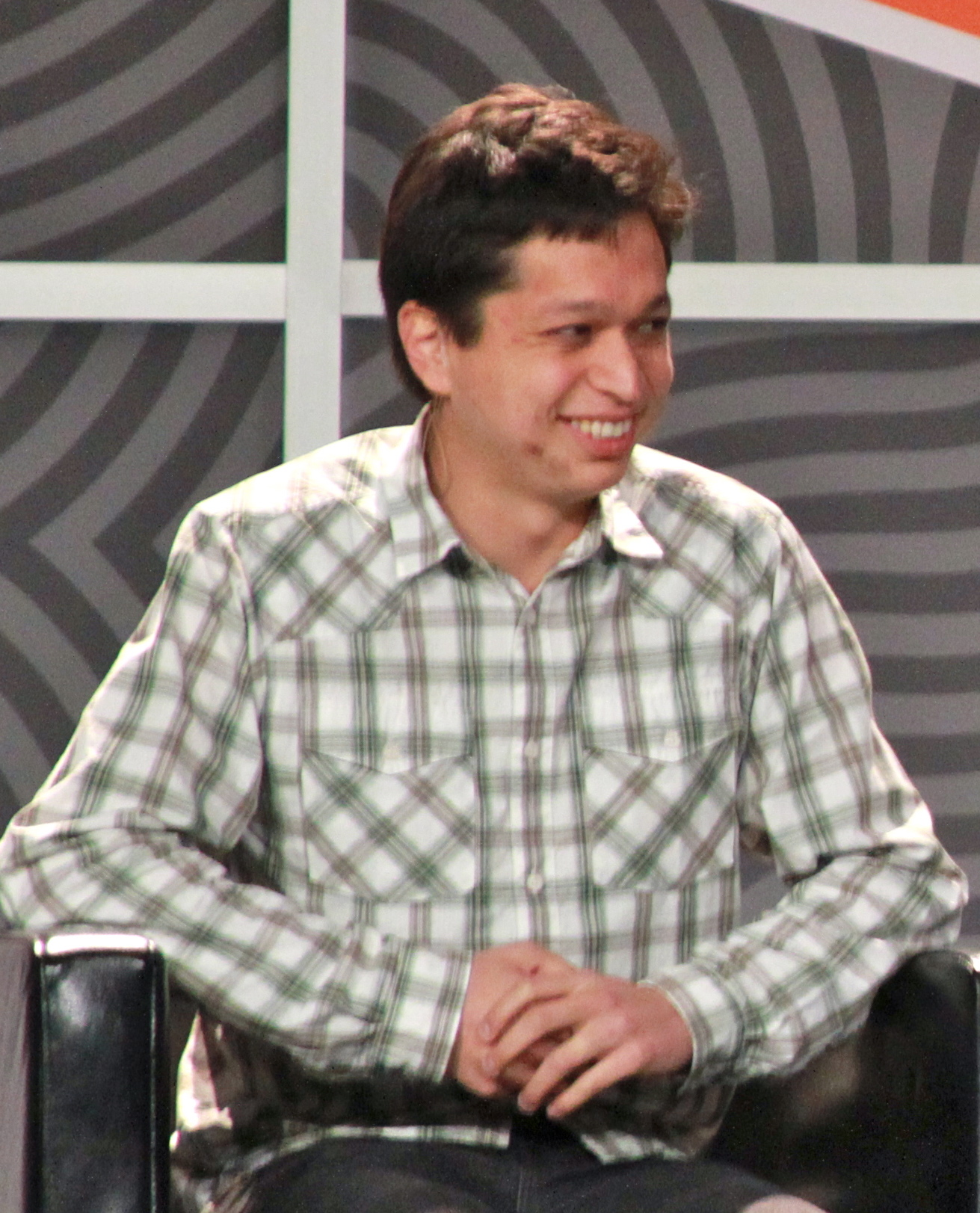
Ben Silbermann (2012)

Benjamin „Ben“ Silbermann (* 1982) ist ein US-amerikanischer Unternehmer und Gründer der Internet-Firma Pinterest Inc., die das virtuelle Pinboard Pinterest im Internet anbietet.

## Werdegang
Ben Silbermann wuchs in Des Moines, Iowa, auf. Im Jahr 2003 verließ er erfolgreich die Yale University. 2010 gründete er zusammen mit seinen beiden Partnern Paul Sciarra und Evan Sharp die Internet-Firma Pinterest.
Das US-Wirtschaftsmagazin Forbes bezifferte das Vermögen von Ben Silbermann auf etwa 1,5 Milliarden US-Dollar (Stand: Dezember 2015).